# Saladillo (Buenos Aires)
Saladillo es una ciudad de la provincia de Buenos Aires, Argentina. Es la cabecera del partido homónimo.
Saladillo es una ciudad ubicada en la provincia de Buenos Aires, en Argentina. Fue fundada el 31 de julio de 1863 por Decreto del gobernador Mariano Acosta y su nombre se debe al sabor salado de las aguas del arroyo Saladillo.
Durante su historia, Saladillo ha experimentado diversos períodos de crecimiento y desarrollo. En sus primeros años, la ciudad se dedicaba principalmente a la producción de ganado y agricultura, lo que llevó a la construcción de infraestructuras como el ferrocarril y la estación de tren.
En 1895, Saladillo se convirtió en la capital del partido homónimo y, en 1911, se inauguró el Hospital San Carlos, que se convirtió en un importante centro de atención médica para la región.
En la década de 1950, Saladillo experimentó un período de industrialización, lo que llevó al establecimiento de numerosas fábricas y la creación de empleos en la ciudad. En la actualidad, Saladillo sigue siendo un centro económico importante en la región, con una economía diversa que incluye la producción de ganado, agricultura, industria y servicios.
Además de su historia económica, Saladillo también cuenta con una rica historia cultural y artística. La ciudad ha sido la cuna de importantes figuras del arte y la cultura, como el poeta Baldomero Fernández Moreno y el pintor Benito Quinquela Martín, y ha sido sede de festivales y eventos culturales de gran importancia en la región.
A lo largo de los años, Saladillo también ha tenido un papel importante en la historia política del país. Durante las primeras décadas del siglo XX, la ciudad fue escenario de numerosas luchas políticas y sociales, incluyendo la huelga de los peones rurales en 1918 y la lucha por el sufragio femenino en la década de 1940.
Durante la última dictadura militar en Argentina (1976-1983), Saladillo también fue víctima de la represión política y el terrorismo de Estado. Numerosas personas fueron detenidas, torturadas y asesinadas en la ciudad y sus alrededores. Hoy en día, la ciudad cuenta con un espacio de memoria y derechos humanos en homenaje a las víctimas de la represión.
En cuanto a su patrimonio arquitectónico, Saladillo cuenta con numerosos edificios y monumentos históricos. Algunos de los más destacados incluyen la iglesia Nuestra Señora de la Asunción, el edificio de la antigua estación de tren, el teatro Marconi y el palacio municipal, entre otros.
La ciudad también es conocida por su rica tradición gastronómica, que incluye platos típicos como el asado, la empanada y el locro. Además, la región es famosa por sus vinos y aceites de oliva, producidos en bodegas y olivares locales.
En la actualidad, Saladillo es una ciudad en constante crecimiento y desarrollo, que combina su rica historia con una visión de futuro. La ciudad cuenta con una amplia oferta de servicios y actividades culturales, deportivas y recreativas, y es un destino turístico popular para aquellos que buscan descubrir la historia y la cultura de la región.
La economía de Saladillo es diversa y está basada en varias actividades productivas. Una de las principales actividades es la producción agropecuaria, con una gran cantidad de campos dedicados a la cría de ganado vacuno, porcino y ovino, así como a la producción de granos como trigo, maíz y soja. Esta actividad cuenta con una importante cadena de valor que incluye la comercialización y exportación de los productos.
Otra actividad económica relevante es la industria, que se ha desarrollado a lo largo de los años en la ciudad. La industria local está dedicada a la producción de alimentos, textiles, productos plásticos, maquinaria agrícola, productos químicos y otros bienes y servicios. Estas industrias emplean a una gran cantidad de trabajadores locales y generan importantes ingresos para la ciudad.
El sector de los servicios también es importante para la economía de Saladillo. La ciudad cuenta con una amplia gama de servicios, incluyendo el sector financiero, la educación, la salud, el turismo y la cultura. El comercio local también es una actividad relevante, con numerosos negocios y tiendas que ofrecen una amplia variedad de productos y servicios para la población.
En los últimos años, la ciudad ha desarrollado una importante actividad turística, con una creciente oferta de servicios y actividades para los visitantes. El turismo rural es una actividad en crecimiento, gracias a la belleza natural de la región, sus campos y estancias, y la oferta de actividades como cabalgatas, pesca y turismo aventura.
Por último, cabe destacar que la economía de Saladillo está fuertemente integrada con la economía de la región y del país. La ciudad se encuentra en una posición estratégica en el centro de la provincia de Buenos Aires, lo que la convierte en un importante centro de distribución y comercialización de productos para el resto del país. En resumen, la economía de Saladillo es diversa, dinámica y está en constante crecimiento y evolución.

## Población
Cuenta con 35,667 habitantes (Indec, 2022), lo que representa un incremento del 14,8 % frente a los 23,313 habitantes (Indec, 2001) del censo anterior.
| Gráfica de evolución demográfica de Saladillo entre 1991 y 2010 |
|                                                                 |
| Fuente: Censos nacionales del INDEC                             |

## Instituciones importantes
Las instituciones más importantes de la ciudad son la Federación Agraria Argentina, la Fundación Marzano, biblioteca municipal “Bartolomé Mitre”(desde 1872), Aeroclub, Sociedad Bomberos Voluntarios, Cooperativa Agrícola Ganadera, CE.DI.FI.SA., Sociedad Italiana, Sociedad Española, Sociedad Rural, Escuela N.º 1 (fundada en 1865, como primera escuela de varones), Municipalidad (desde 1867) y el Hospital “Doctor Alejandro Posadas” (formado en 1903, mediante una asamblea vecinal organizada por Emparanza, e inaugurado en 1906, con el nombre del médico saladillense reconocido en el país).

## Personajes destacados
- Alejandro Posadas (n. Saladillo, Buenos Aires, 28 de diciembre de 1870 - † París, 21 de noviembre de 1902), médico y cirujano argentino.
- Alejandro Armendáriz (n. 1923 - f. 2005), político argentino, gobernador de la provincia de Buenos Aires (1983-1987).
- Susana Esther Soba (n.1922 - f. 2011), escritora, poeta, artista y maestra.
- Augusto Cicaré (n. 1937 - f. 2022), ingeniero aeroespacial, fundador de Cicaré Helicópteros S.A.
- Julio Olarticoechea (n. 1958), exfutbolista, Campeón de la Copa del mundo de 1986, Subcampeón del mundial Italia 1990 y entrenador.
- Juan Ramón Reinoso (n. 1938- f.1995), Escritor, poeta, dramaturgo y periodista. Director del periódico "El Pregón"
- Marcos Delía (n. 1992), baloncestista argentino.
- Nahuel Tenaglia (n. 1996), futbolista argentino.
- Agustín Elsezar (n. 1994), arquitecto argentino.

## Parroquias de la Iglesia católica en Saladillo
| Diócesis  | Azúl                          |
| --------- | ----------------------------- |
| Parroquia | Nuestra Señora de la Asunción |